# Ford Territory (China)

## LaFord Territoryes unaSUVcrossovercompacta producida Ford en conjunto con la empresa chinaJMCdesde 2018.[1][2]
En 2022 Ford uso el nombre del Territory para la versión de la Ford Equator Sport producida en China, desde 2020 fue lanzada en Argentina (7 de agosto), Chile (Agosto) y Brasil (Septiembre) y reciente en octubre de 2022 en México.

## Primera Generación (2018-2022)
Fue presentada en septiembre de 2018 en el Salón del Automóvil de Chengdu, la Territory salió a la producción y venta a inicios del 2019, Ford China la clasificó como una SUV compacta de entrada entre la EcoSport y la Escape.

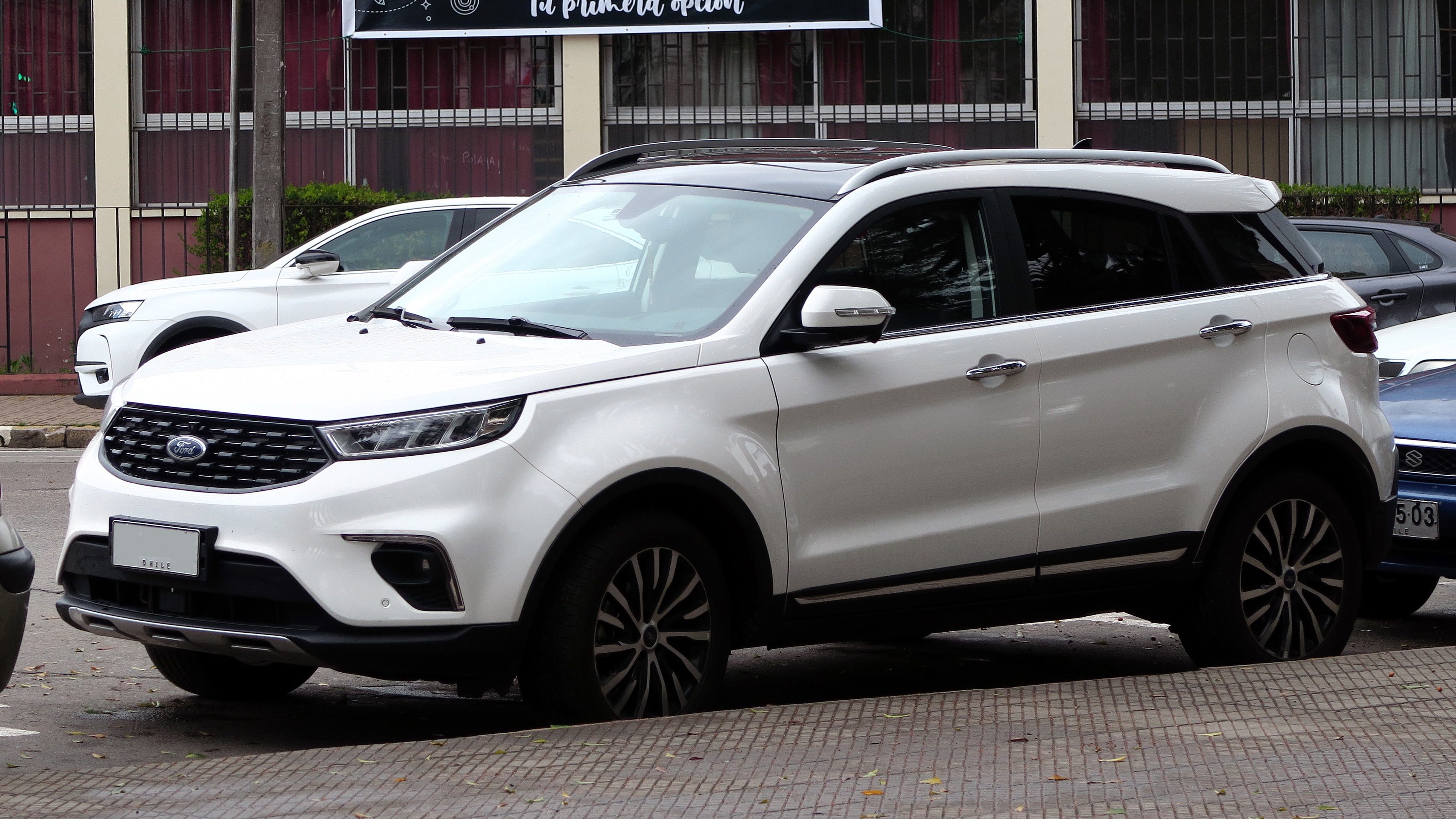
Vista delantera
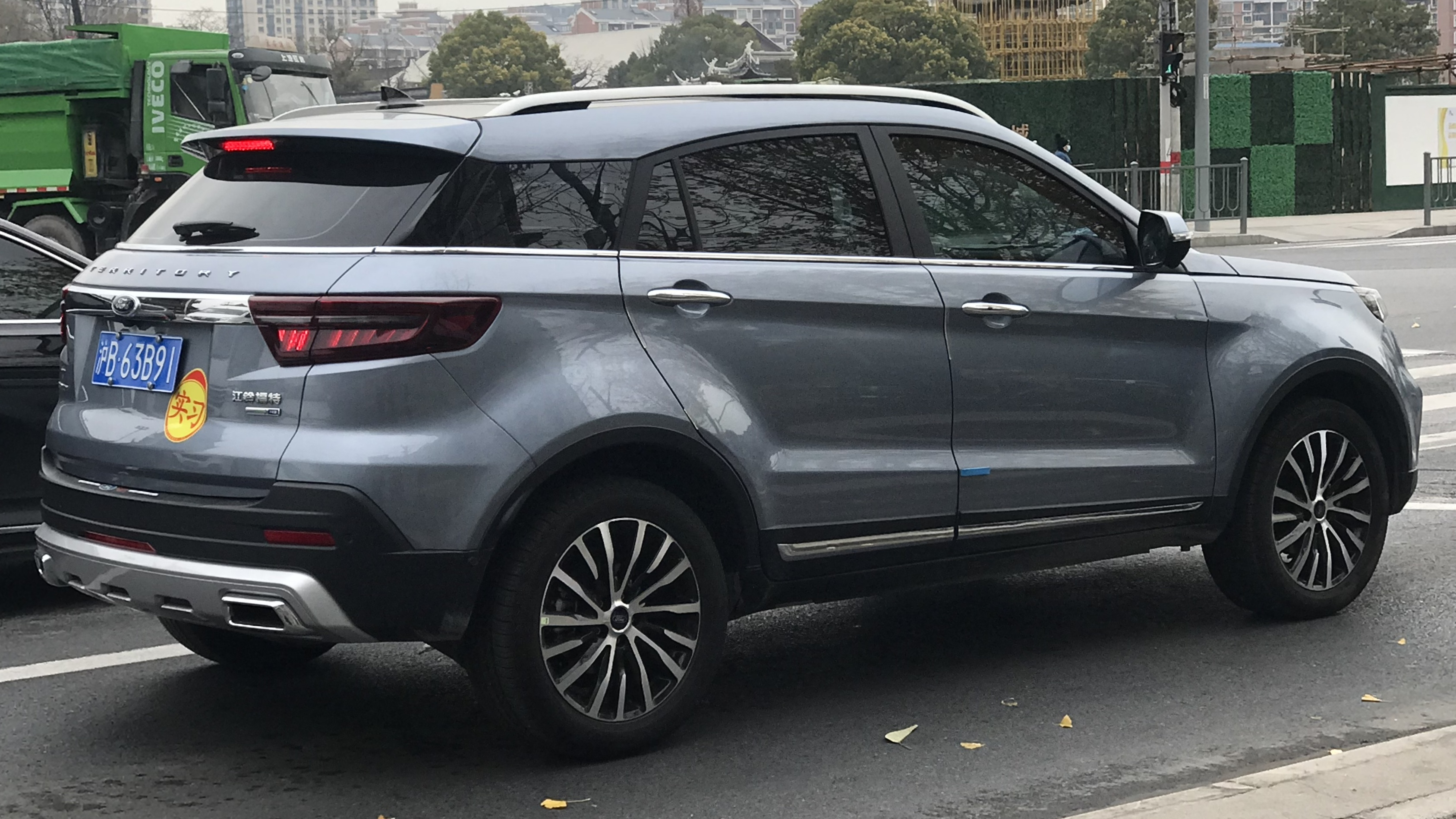
Vista trasera

Es ensamblado en la planta de Ford-JMC en Nanchang, A pesar de no ofrecerse en Australia, Ford Australia participó en el diseño y desarrollo del nuevo Territory. Ride, Drive, y NVH se ajustaron en Geelong Proving Grounds de Ford en Australia y en Nanjing, China.
A principios del 2020 la camioneta recibió un leve lavado de cara para su introducción a sus mercados de exportación, donde su parrilla fue arreglada con un nuevo patrón y luces traseras LED más brillantes.
Esta generación fue exportada a toda América del Sur, siendo los mercados argentino y brasileño los primeros en recibirlo, Argentina el 7 de agosto de 2020 y Brasil hasta septiembre, la preventa en Chile comenzó en la segunda quincena de agosto de 2020, ese mismo mes se exporto al mercado filipino y en diciembre en Laos. El 11 de abril del 2021 fue lanzado para el mercado vietnamita.

### Tren Motriz
Es propulsado por un motor EcoBoost 145 de 1.5 litros basado en el motor de gasolina JX4G15 desarrollado por JMC y AVL, Ford de Europa también ayudó en el desarrollo del motor. El motor presenta un ciclo miller y produce 148 hp (140 PS; 103 kW) y 225 N⋅m (22,9 kg⋅m; 166 lb⋅ft) de torque.
En los mercados argentino, filipino, camboyano, laosiano, chileno y vietnamita, la Territory se ofrece con un motor 1.5 turbo con 141 hp (143 PS; 105 kW) y 225 N⋅m (22,9 kg⋅m; 116 lb⋅ft),  en Brasil se ofrece una versión de 148 hp (150 PS; 110 kW) y 225 N⋅m (22.9 kg⋅m; 116 lb⋅ft) de torque, Un semihíbrido de 48V es vendido solo en China.

### Territory EV
En agosto de 2019 se lanzó la versión eléctrica en China, con un motor eléctrico de 120 kW (160 hp; 160 PS), cuenta con una batería refrigerada por líquido de 49,14 kWh y una autonomía de 360 km.

### Recall en Filipinas
El 19 de febrero de 2021, Ford de Filipinas emitió un retiro del mercado de la Territory debido a un sensor de la batería eléctrica defectuoso por un soporte EBS junto con el arnés de cableado conectado al soporte.

## Segunda Generación (2022-)
En mayo de 2022 es lanzada la Equator Sport, con dos filas de asientos para los mercados fuera de China bajo el nombre de Territory, el 5 de octubre de 2022 la Territory fue lanzada para el mercado mexicano.

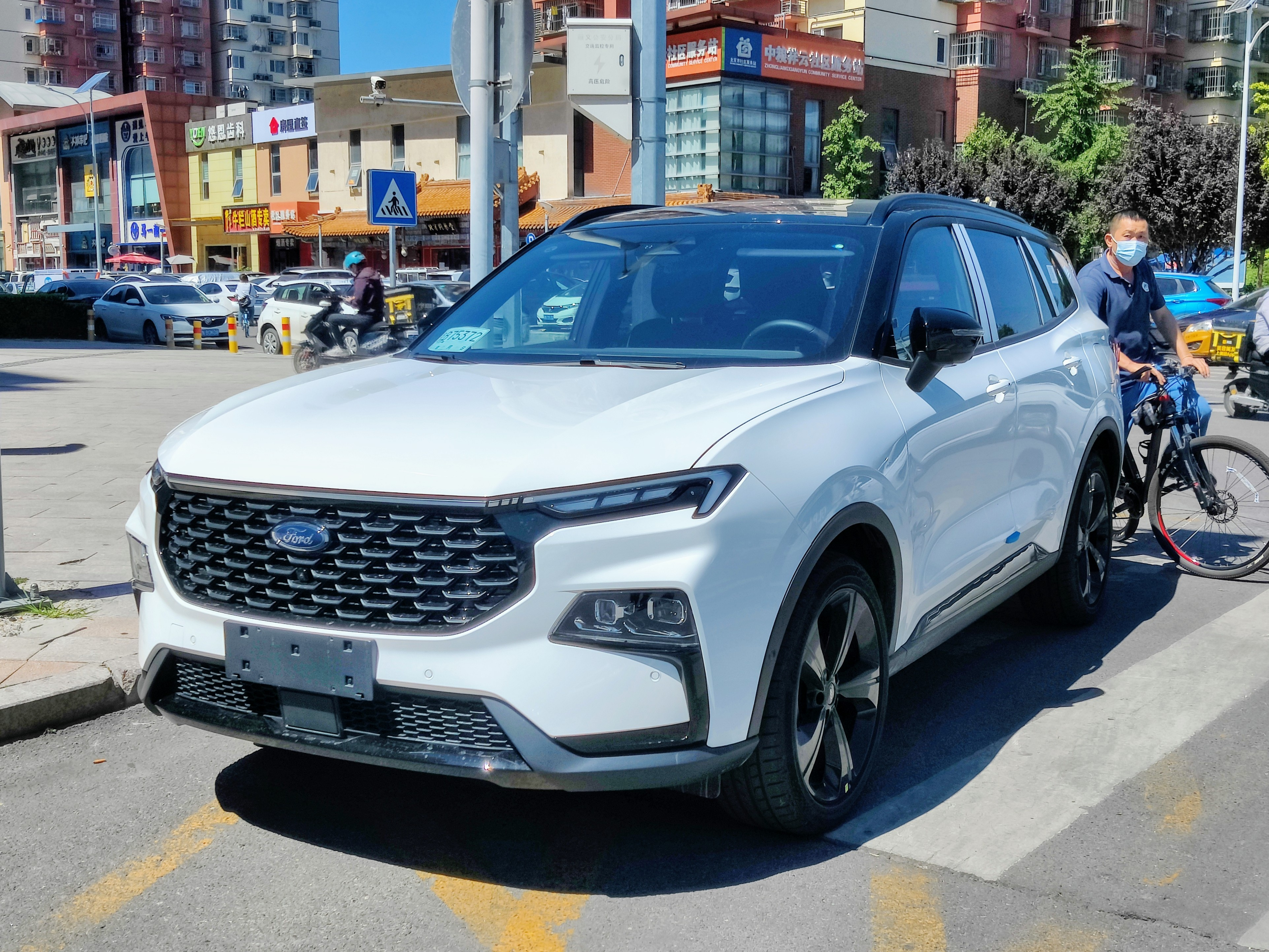
Parte delantera
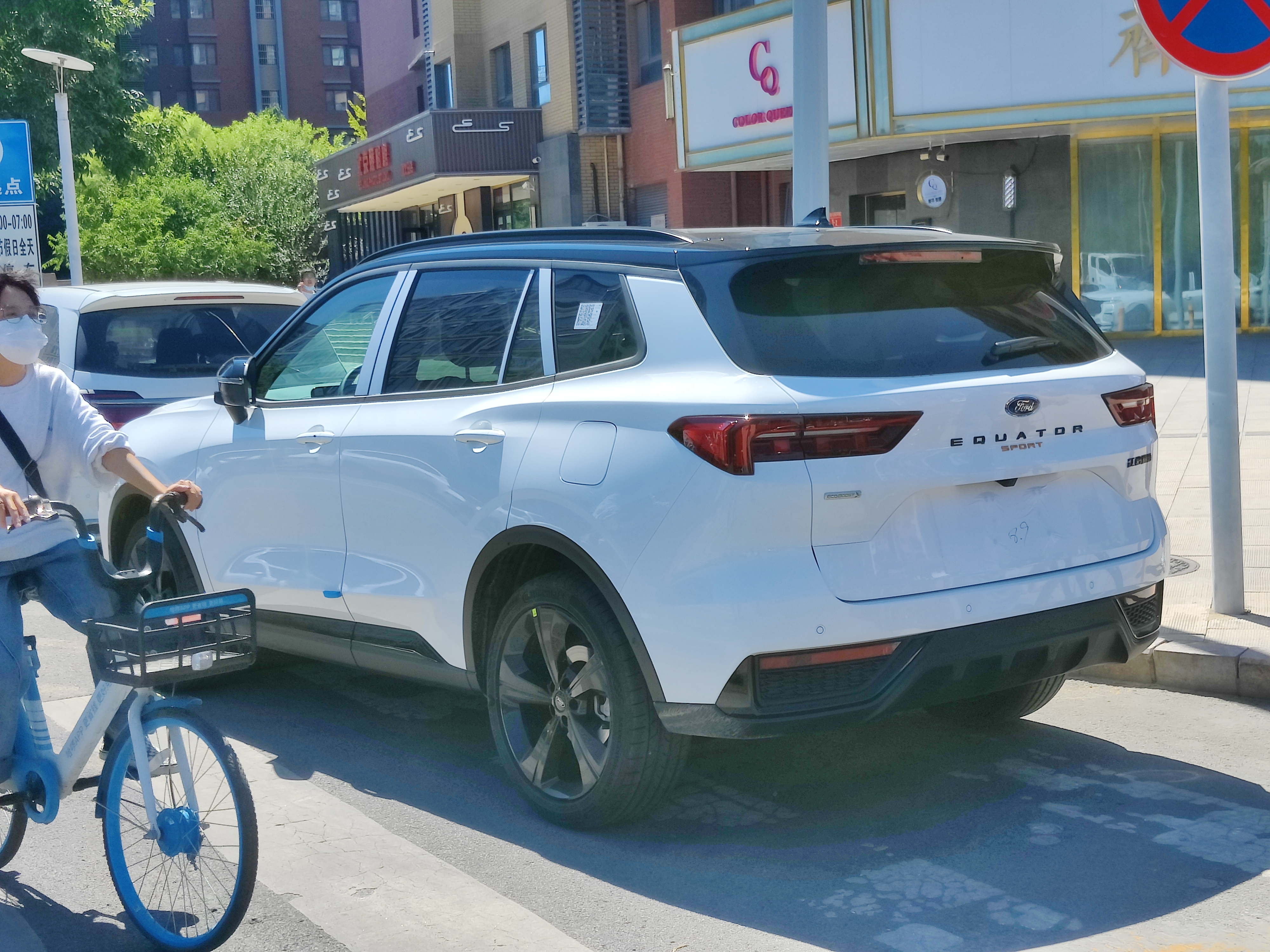
Parte trasera

## Ventas
| Año  | China  | Filipinas | Brasil | Argentina |
| ---- | ------ | --------- | ------ | --------- |
| 2019 | 47,893 |           |        |           |
| 2020 | 31,024 | 1,925     | 1,512  | 338       |
| 2021 | 33,835 | 6,881     | 2,232  | 2,393     |
| 2022 |        |           |        | 3,457     |
| 2023 |        |           |        | 4,036     |